# Saison 16 de RuPaul's Drag Race
La seizième saison de RuPaul's Drag Race est diffusée pour la première fois du 5 janvier 2024 au 19 avril 2024 sur MTV aux États-Unis et sur WOW Presents Plus à l'international.
Le 25 août 2023, l'émission est renouvelée pour sa seizième saison. Le casting est composé de quatorze nouvelles candidates et est dévoilé le 6 décembre 2023 lors d'un live YouTube présenté par Sasha Colby, gagnante de la saison précédente, et sur les réseaux sociaux
La gagnante de la seizième saison reçoit un an d'approvisionnement de maquillage chez Anastasia Beverly Hills et 200 000 dollars américains.
La gagnante de la seizième saison de RuPaul's Drag Race est Nymphia Wind, avec Sapphira Cristál comme seconde.

## Candidates
(Les noms et âges donnés sont ceux annoncés au moment de la compétition.)
| Candidate            | Âge | Résidence                  | Classement |
| -------------------- | --- | -------------------------- | ---------- |
| Nymphia Wind         | 27  | New York, État de New York | Gagnante   |
| Sapphira Cristál     | 34  | Philadelphie, Pennsylvanie | Seconde    |
| Plane Jane           | 24  | Boston, Massachusetts      | 3e place   |
| Q                    | 26  | Kansas City, Missouri      | 4e place   |
| Morphine Love Dion   | 25  | Miami, Floride             | 5e place   |
| Dawn                 | 24  | New York, État de New York | 6e place   |
| Mhi'ya Iman LePaige  | 34  | Miami, Floride             | 7e place   |
| Plasma               | 24  | New York, État de New York | 8e place   |
| Xunami Muse          | 33  | New York, État de New York | 9e place   |
| Megami               | 33  | New York, État de New York | 10e place  |
| Geneva Karr          | 30  | Brownsville, Texas         | 11e place  |
| Amanda Tori Meating  | 26  | Los Angeles, Californie    | 12e place  |
| Mirage               | 29  | Las Vegas, Nevada          | 13e place  |
| Hershii LiqCour-Jeté | 31  | Los Angeles, Californie    | 14e place  |

## Progression des candidates
|                      | Épisode | Épisode | Épisode | Épisode | Épisode | Épisode | Épisode | Épisode | Épisode | Épisode | Épisode | Épisode | Épisode | Épisode | Épisode | Épisode  | Épisode  |
| 1                    | 2       | 3       | 4       | 5       | 6       | 7       | 8       | 9       | 10      | 11      | 12      | 13      | 14      | 15      | 16      | 16       |          |
| -------------------- | ------- | ------- | ------- | ------- | ------- | ------- | ------- | ------- | ------- | ------- | ------- | ------- | ------- | ------- | ------- | -------- | -------- |
| Nymphia Wind         |         | SAFE    | WIN     | SAFE    | WIN     | SAFE    | SAFE    | LOW     | HIGH    | SAFE    | HIGH    | LOW     | HIGH    | WIN     | INVITÉE | GAGNANTE | GAGNANTE |
| Sapphira Cristál     | WIN     |         | HIGH    | SAFE    | SAFE    | SAFE    | HIGH    | HIGH    | HIGH    | WIN     | WIN     | WIN     | BTM2    | HIGH    | INVITÉE | SECONDE  | MISS C.  |
| Plane Jane           |         | WIN     | SAFE    | HIGH    | SAFE    | HIGH    | SAFE    | WIN     | HIGH    | SAFE    | SAFE    | WIN     | WIN     | BTM2    | INVITÉE | ÉLIMINÉE | ÉLIMINÉE |
| Q                    | TOP2    |         | HIGH    | HIGH    | BTM2    | WIN     | HIGH    | SAFE    | WIN     | SAFE    | SAFE    | LOW     | HIGH    | ELIM    | LOSS    | INVITÉE  | INVITÉE  |
| Morphine Love Dion   | SAFE    |         | SAFE    | SAFE    | SAFE    | SAFE    | LOW     | BTM2    | LOW     | TOP2    | BTM2    | BTM2    | ELIM    |         | WIN     | INVITÉE  | INVITÉE  |
| Dawn                 | SAFE    |         | SAFE    | SAFE    | SAFE    | HIGH    | SAFE    | SAFE    | HIGH    | HIGH    | LOW     | ELIM    |         |         | LOSS    | INVITÉE  | INVITÉE  |
| Mhi'ya Iman LePaige  |         | SAFE    | LOW     | LOW     | WIN     | BTM2    | BTM2    | HIGH    | BTM2    | HIGH    | ELIM    |         |         |         | LOSS    | INVITÉE  | INVITÉE  |
| Plasma               |         | SAFE    | SAFE    | WIN     | SAFE    | LOW     | WIN     | SAFE    | ELIM    |         |         |         |         |         | LOSS    | INVITÉE  | INVITÉE  |
| Xunami Muse          | SAFE    |         | SAFE    | SAFE    | SAFE    | SAFE    | SAFE    | ELIM    |         |         |         |         |         |         | LOSS    | MISS C.  | MISS C.  |
| Megami               |         | SAFE    | SAFE    | SAFE    | WIN     | SAFE    | ELIM    |         |         |         |         |         |         |         | TOP2    | INVITÉE  | INVITÉE  |
| Geneva Karr          |         | TOP2    | BTM2    | BTM2    | WIN     | ELIM    |         |         |         |         |         |         |         |         | LOSS    | INVITÉE  | INVITÉE  |
| Amanda Tori Meating  | SAFE    |         | SAFE    | SAFE    | ELIM    |         |         |         |         |         |         |         |         |         | LOSS    | INVITÉE  | INVITÉE  |
| Mirage               | SAFE    |         | SAFE    | ELIM    |         |         |         |         |         |         |         |         |         |         | LOSS    | INVITÉE  | INVITÉE  |
| Hershii LiqCour-Jeté |         | SAFE    | ELIM    |         |         |         |         |         |         |         |         |         |         |         | LOSS    | INVITÉE  | INVITÉE  |

 La candidate a remporté la saison.
 La candidate a fini seconde.
 La candidate a été éliminée lors de la finale.
 La candidate a été élue Miss Congeniality.
 La candidate a remporté le LaLaPaRuza Smackdown.
 La candidate a gagné le défi.
 La candidate a été une des deux meilleures candidates de la semaine mais a perdu le lip-sync.
 La candidate a reçu des critiques positives et a été déclarée sauve.
 La candidate a été déclarée sauve.
 La candidate a reçu des critiques négatives et a été déclarée sauve.
 La candidate a été en danger d'élimination.
 La candidate a été éliminée.
 La candidate a participé au LaLaPaRuza Smackdown mais a perdu l'un de ses lip-syncs.

## Lip-syncs
| Épisode | Candidate                                      | vs.                                            | Candidate                                      | Chanson                                    | Artiste                    | Gagnante             |
| ------- | ---------------------------------------------- | ---------------------------------------------- | ---------------------------------------------- | ------------------------------------------ | -------------------------- | -------------------- |
| 1       | Q                                              | vs.                                            | Sapphira Cristál                               | Break My Soul                              | Beyoncé                    | Sapphira Cristál     |
| 2       | Geneva Karr                                    | vs.                                            | Plane Jane                                     | Shower                                     | Becky G                    | Plane Jane           |
| Épisode | Candidate                                      | vs.                                            | Candidate                                      | Chanson                                    | Artiste                    | Candidate éliminée   |
| 3       | Geneva Karr                                    | vs.                                            | Hershii LiqCour-Jeté                           | Maybe You're the Problem                   | Ava Max                    | Hershii LiqCour-Jeté |
| 4       | Geneva Karr                                    | vs.                                            | Mirage                                         | Dark Lady                                  | Cher                       | Mirage               |
| 5       | Amanda Tori Meating                            | vs.                                            | Q                                              | Emergency                                  | Icona Pop                  | Amanda Tori Meating  |
| 6       | Geneva Karr                                    | vs.                                            | Mhi'ya Iman LePaige                            | Control                                    | Janet Jackson              | Geneva Karr          |
| 7       | Megami                                         | vs.                                            | Mhi'ya Iman LePaige                            | Flowers                                    | Miley Cyrus                | Megami               |
| 8       | Morphine Love Dion                             | vs.                                            | Xunami Muse                                    | I Wanna Dance With Somebody (Who Loves Me) | Whitney Houston            | Xunami Muse          |
| 9       | Mhi'ya Iman LePaige                            | vs.                                            | Plasma                                         | Bloody Mary (TikTok Sped Up Remix)         | Lady Gaga                  | Plasma               |
| Épisode | Candidate                                      | vs.                                            | Candidate                                      | Chanson                                    | Artiste                    | Gagnante             |
| 10      | Morphine Love Dion                             | vs.                                            | Sapphira Cristál                               | Made You Look                              | Meghan Trainor             | Sapphira Cristál     |
| Épisode | Candidate                                      | vs.                                            | Candidate                                      | Chanson                                    | Artiste                    | Candidate éliminée   |
| 11      | Mhi'ya Iman LePaige                            | vs.                                            | Morphine Love Dion                             | Dim All the Lights                         | Donna Summer               | Mhi'ya Iman LePaige  |
| 12      | Dawn                                           | vs.                                            | Morphine Love Dion                             | Body                                       | Megan Thee Stallion        | Dawn                 |
| 13      | Morphine Love Dion                             | vs.                                            | Sapphira Cristál                               | Miss Me More                               | Kelsea Ballerini           | Morphine Love Dion   |
| 14      | Plane Jane                                     | vs.                                            | Q                                              | Better Be Good to Me                       | Tina Turner                | Q                    |
| Épisode | Candidate                                      | vs.                                            | Candidate                                      | Chanson                                    | Artiste                    | Gagnante             |
| 15      | Amanda Tori Meating                            | vs.                                            | Dawn                                           | Damaged                                    | Danity Kane                | Amanda Tori Meating  |
| 15      | Megami                                         | vs.                                            | Q                                              | What About                                 | Janet Jackson              | Megami               |
| 15      | Geneva Karr                                    | vs.                                            | Morphine Love Dion                             | Million Dollar Baby                        | Ava Max                    | Morphine Love Dion   |
| 15      | Hershii LiqCour Jeté                           | vs.                                            | Mirage                                         | Alone 2.0                                  | Kim Petras ft. Nicki Minaj | Mirage               |
| 15      | Mhi'ya Iman LePaige vs. Plasma vs. Xunami Muse | Mhi'ya Iman LePaige vs. Plasma vs. Xunami Muse | Mhi'ya Iman LePaige vs. Plasma vs. Xunami Muse | Milkshake                                  | Kelis                      | Mhi'ya Iman LePaige  |
| 15      | Amanda Tori Meating                            | vs.                                            | Megami                                         | The Shoop Shoop Song (It's in His Kiss)    | Cher                       | Megami               |
| 15      | Mirage                                         | vs.                                            | Morphine Love Dion                             | This Time I Know It's for Real             | Donna Summer               | Morphine Love Dion   |
| 15      | Megami                                         | vs.                                            | Mhi'ya Iman LePaige                            | We Got The Beat                            | The Go-Go's                | Megami               |
| 15      | Megami                                         | vs.                                            | Morphine Love Dion                             | Gonna Make You Sweat (Everybody Dance Now) | C+C Music Factory          | Morphine Love Dion   |
| 16      | Nymphia Wind                                   | vs.                                            | Sapphira Cristál                               | Padam Padam                                | Kylie Minogue              | Nymphia Wind         |

 La candidate a gagné le lip-sync et la saison.
 La candidate a remporté le lip-sync et est la gagnante de l'épisode.
 La candidate a gagné le lip-sync et a accédé au round suivant du LaLaPaRuza Smackdown.
 La candidate a remporté le LaLaPaRuza Smackdown et a reçu le titre de Queen of She Done Already Done Has Herses.
 La candidate a été éliminée après sa première fois en danger d'élimination.
 La candidate a été éliminée après sa deuxième fois en danger d'élimination.
 La candidate a été éliminée après sa troisième fois en danger d'élimination.
 La candidate a été éliminée après sa quatrième fois en danger d'élimination.

## Juges invités
La liste complète des juges invités de la seizième saison de RuPaul's Drag Race est dévoilée le 14 décembre 2023. Cités par ordre chronologique :
- Charlize Theron, actrice sud-africano-américaine ;
- Becky G, chanteuse latino-américaine ;
- Isaac Mizrahi, styliste américain ;
- Sarah Michelle Gellar, actrice américaine ;
- Icona Pop, groupe de musique suédois ;
- Law Roach, styliste américain ;
- Adam Shankman, acteur américain ;
- Kyra Sedgwick, actrice américaine ;
- Kaia Gerber, mannequin américaine ;
- Jamal Sims, chorégraphe américain ;
- Joel Kim Booster, acteur américain ;
- Mayan Lopez, actrice américaine ;
- Kelsea Ballerini, chanteuse américaine ;
- Ronan Farrow, avocat américain.

### Invités spéciaux
Certains invités apparaissent dans les épisodes, mais ne font pas partie du panel de jurés.
Épisodes 1 et 2
- Derrick Barry, candidate de la huitième saison de RuPaul's Drag Race et de la cinquième saison de RuPaul's Drag Race All Stars ;
- Love Connie, drag queen américaine.

Épisode 6
- Charo, actrice et chanteuse hispano-américaine.

Épisode 7
- Melissa McCarthy, actrice américaine.

Épisode 8
- Chad Michaels, candidate de la quatrième saison de RuPaul's Drag Race et gagnante de la première saison de RuPaul's Drag Race All Stars.

Épisode 10
- Freddy Scott, compositeur américain ;
- Leland, compositeur américain.

Épisode 12
- Claudia Norvina Soare, femme d'affaires américaine.

Épisode 14
- Matt Rogers, podcaster américain.

Épisode 16
- Cassandra Peterson, actrice américaine ;
- Malaysia Babydoll Foxx, Miss Congeniality de la saison précédente ;
- Sasha Colby, gagnante de la saison précédente.

## Épisodes
| Candidate | Amanda Tori Meating | Dawn     | Mirage   | Morphine Love Dion        | Q                       | Sapphira Cristál | Xunami Muse |
| Talent    | Lip-sync            | Lip-sync | Lip-sync | Lip-sync Baile folklórico | Théâtre de marionnettes | Chant lyrique    | Lip-sync    |

| Candidate | Geneva Karr | Hershii LiqCour-Jeté | Megami   | Mhi'ya Iman LePaige | Nymphia Wind    | Plane Jane | Plasma |
| Talent    | Lip-sync    | Lip-sync             | Lip-sync | Lip-sync            | Opéra taïwanais | Lip-sync   | Chant  |

| Candidate         | Amanda Tori Meating | Dawn             | Geneva Karr        | Hershii LiqCour-Jeté | Megami         | Mhi'ya Iman LePaige | Mirage                | Morphine Love Dion | Nymphia Wind    | Plane Jane          | Plasma               | Q                        | Sapphira Cristál          | Xunami Muse   |
| Comptine          | I Love Little Kitty | Cushy Cow, Bonny | Little Miss Muffet | Burnie Bee           | Little Bo-Peep | Mary's Canary       | Baa, Baa, Black Sheep | A Man and a A Maid | Little Boy Blue | The Man in the Moon | Pussycat by the Fire | Tweedledum et Tweedledee | Peter Peter Pumpkin Eater | Humpty Dumpty |
| Figure maternelle | Michelle Visage     | Audrey Hepburn   | Salma Hayek        | Mère Nature          | Lady Gaga      | Lil' Kim            | La Llorona            | Kris Jenner        | Angelina Jolie  | Judy Garland        | Octomom              | Anne Boleyn              | Ève                       | Kandy Muse    |

| Segment          | Hôte         | Queen Network News  | Queen Network News | Queen Network News              | End of the World Countdown    | End of the World Countdown | End of the World Countdown | End of the World Countdown | Thick and Long Deck Service    | Thick and Long Deck Service | Holidays with the Barbra Shop Quartet | Holidays with the Barbra Shop Quartet | Holidays with the Barbra Shop Quartet |
| ---------------- | ------------ | ------------------- | ------------------ | ------------------------------- | ----------------------------- | -------------------------- | -------------------------- | -------------------------- | ------------------------------ | --------------------------- | ------------------------------------- | ------------------------------------- | ------------------------------------- |
| Candidate        | Mirage       | Amanda Tori Meating | Dawn               | Q                               | Geneva Karr                   | Mhi'ya Iman LePaige        | Morphine Love Dion         | Xunami Muse                | Megami                         | Plane Jane                  | Nymphia Wind                          | Plasma                                | Sapphira Cristál                      |
| Référence à Cher | 1979 Concert | 2001 Barbie Cher    | 1976 Mod Cher      | 1973 Sonny and Cher Comedy Hour | 1974 Cirque Ringling Brothers | 2010 Burlesque             | 1998 Oscars du cinéma      | 1979 The Prisoner          | 2009 If I Could Turn Back Time | 1974 Met Gala               | 1979 Ain't Nobody's Business          | 1985 Met Gala                         | 2017 Résidence à Las Vegas            |

| Groupe                             | Thicc & Stick | Thicc & Stick | Thicc & Stick       | Thicc & Stick | Lovah Girls         | Lovah Girls | Lovah Girls | Lovah Girls | Q.D.S.M | Q.D.S.M            | Q.D.S.M       | Q.D.S.M          |
| ---------------------------------- | ------------- | ------------- | ------------------- | ------------- | ------------------- | ----------- | ----------- | ----------- | ------- | ------------------ | ------------- | ---------------- |
| Candidate                          | Geneva Karr   | Megami        | Mhi'ya Iman LePaige | Nymphia Wind  | Amanda Tori Meating | Plane Jane  | Plasma      | Xunami Muse | Dawn    | Morphine Love Dion | Q             | Sapphira Cristál |
| Qui devrait être éliminé ce soir ? | —             | —             | —                   | —             | Q                   | Amanda      | Q           | Q           | Q       | Amanda             | Amanda Xunami | Amanda           |

| Candidate  | Dawn          | Mhi'ya Iman LePaige | Morphine Love Dion | Nymphia Wind | Plane Jane      | Plasma       | Q              | Sapphira Cristál | Xunami Muse   |
| Personnage | Meghan McCain | Shaquita            | Anna Delvey        | Jane Goodall | Jelena Karleuša | Patti LuPone | Amelia Earhart | James Brown      | Fée des dents |
| Danse      | Polka         | Hip-hop             | Flamenco           | Butō         | Danse latine    | Claquettes   | Robot          | Majorette        | Salsa         |

| Groupe    | Connaissez-vous votre histoire drag ? | Connaissez-vous votre histoire drag ? | Le drag dans l'espace de travail | Le drag dans l'espace de travail | Êtes-vous une drag queen ? Vous seriez surpris | Êtes-vous une drag queen ? Vous seriez surpris | Êtes-vous une drag queen ? Vous seriez surpris |
| --------- | ------------------------------------- | ------------------------------------- | -------------------------------- | -------------------------------- | ---------------------------------------------- | ---------------------------------------------- | ---------------------------------------------- |
| Candidate | Plane Jane                            | Q                                     | Dawn                             | Mhi'ya Iman LePaige              | Morphine Love Dion                             | Nymphia Wind                                   | Sapphira Cristál                               |

| Candidate finaliste     | Nymphia Wind      | Plane Jane            | Sapphira Cristál       |
| ----------------------- | ----------------- | --------------------- | ---------------------- |
| Victoire(s)             | 3                 | 4                     | 4                      |
| Épisode(s)              | Épisodes 3, 5, 14 | Épisodes 2, 8, 12, 13 | Épisodes 1, 10, 11, 12 |
| Risque(s) d'élimination | 0                 | 1                     | 1                      |
| Épisode(s)              | —                 | Épisode 14            | Épisode 13             |